# Liste de ponts de Lot-et-Garonne
Liste de ponts de Lot-et-Garonne, non exhaustive, représentant les édifices présents et/ou historiques dans le département de Lot-et-Garonne, en France.

## Ponts de longueur supérieure à 100 m
Les ouvrages de longueur totale supérieure à 100 m du département de Lot-et-Garonne sont classés ci-après par gestionnaires de voies.

### Voies ferrées
- Ligne de Niversac à Agen
  - Viaduc de Saint-Arnaud (134 m)

## Ponts de longueur comprise entre 50 m et 100 m
Les ouvrages de longueur totale comprise entre 50 et 100 m du département de Lot-et-Garonne sont classés ci-après par gestionnaires de voies.

### Voies ferrées
- Ligne de Niversac à Agen
  - Viaduc de Boyer (100 m)
  - Viaduc de Téoulère (80 m)
  - Viaduc de Vitalis (58 m)
  - Viaduc des Ondes (50 m)

## Ponts sur la Garonne
- Pont suspendu - Sauveterre-Saint-Denis - construit en 1845

## Ponts présentant un intérêt architectural ou historique
Les ponts de Lot-et-Garonne inscrits à l’inventaire national des monuments historiques sont recensés ci-après (par nom de commune).
- Pont-canal sur la Garonne - Agen - XIXe siècle
- Ancien pont de pierre sur la Garonne - Agen - XIXe siècle
- Vieux pont sur le Dropt - Agnac et La Sauvetat-du-Dropt - XIIIe siècle
- Pont sur le Lot dit Pont Napoléon Ier. - Aiguillon - XIXe siècle
- Pont de Tauziète sur l'Osse - Andiran - XVIIe siècle
- Pont roman sur la Gélise - Barbaste
- Pont de chemin de fer sur le Lot, dit Pont du Martinet - Bias - XIXe siècle
- Pont sur Lasgourgue - Bias - XVIIe siècle
- Pont Canal sur l'Auvignon - Bruch - XIXe siècle
- Pont sur la Baïse - Buzet-sur-Baïse - XXe siècle
- Pont suspendu de Casseneuil sur le Lot - Casseneuil - XIXe siècle
- Pont sur le Lot - Castelmoron-sur-Lot - XXe siècle
- Pont de Roussanes - Clairac - XIXe siècle
- Pont sur le Lot - Clairac - XIXe siècle ; XXe siècle
- Viaduc - Clairac - XIXe siècle
- Pont - Couthures-sur-Garonne - XIXe siècle
- Pont à une arche du Paravis - Feugarolles - XVIe siècle
- Pont sur l'Auvignon - Feugarolles - XVIe siècle
- Pont sur un affluent de l'Auvignon - Feugarolles - XVIe siècle
- Pont-canal sur la Baïse - Feugarolles - XIXe siècle
- Pont routier sur la Tancanne - Frespech - XIXe siècle
- Pont - Gontaud-de-Nogaret - XVIIIe siècle
- Pont de chemin de fer sur la Bausse - Granges-sur-Lot - XIXe siècle
- Pont de chemin de fer - Hautefage-la-Tour - XIXe siècle
- Pont routier sur Lestaque - Hautefage-la-Tour - XIXe siècle
- Pont de Bordes - Lavardac - XIXe siècle
- Pont sur la Baïse - Lavardac - XIXe siècle
- Pont - Le Lédat - XVIe siècle ; XIXe siècle ; XXe siècle
- Pont de chemin de fer sur la Garonne - Marmande - XIXe siècle
- Pont suspendu - Marmande - XIXe siècle ; XXe siècle
- Pont de la Roque ou Ponte de la Mar - Meilhan-sur-Garonne - XIIe siècle ; XVIIe siècle ; XVIIIe siècle ; XIXe siècle
- Port, Pont dit Port la Cale - Meilhan-sur-Garonne - XVIIe siècle ; XVIIIe siècle ; XIXe siècle
- Pont - Mézin - XVIe siècle
- Pont sur le canal de dérivation de la Baïse. - Moncrabeau - XIXe siècle
- Pont sur le Lot. - Monsempron-Libos - XIXe siècle
- Pont canal - Montpouillan - XIXe siècle
- Pont - Nérac - XIIIe siècle
- Pont de Tauziète sur l'Osse - Nérac
- Pont-vieux - Nérac - XVIe siècle ; XIXe siècle
- Pont Neuf - Nérac - XIXe siècle
- Vieux Pont sur la Baïse - Nérac - XVe siècle ; XVIe siècle
- Pont sur le Boudouyssou - Penne-d'Agenais - Moyen Âge
- Pont de chemin de fer sur la Garonne - Port-Sainte-Marie - XIXe siècle
- Pont sur la Garonne (Pont suspendu). - Port-Sainte-Marie - XIXe siècle
- Pont - Poudenas - XVIIIe siècle
- Pont sur la Gélise - Réaup-Lisse - XIXe siècle
- Pont - Sainte-Bazeille - XVIIIe siècle
- Pont sur le Lot - Sainte-Livrade-sur-Lot - XIVe siècle ; XIXe siècle
- Pont de Pascau - Saint-Léger - XIXe siècle
- Pont sur la Gélise - Saint-Pé-Saint-Simon - XVIe siècle ; XVIIe siècle ; XIXe siècle
- Pont sur le Lot - Saint-Sylvestre-sur-Lot - XXe siècle
- Vieux pont sur le Dropt - La Sauvetat-du-Dropt - XIIIe siècle
- Pont suspendu - Sauveterre-Saint-Denis - XVIIIe siècle
- Pont - Tonneins - XXe siècle
- Pont de chemin de fer sur le Lot - Trentels - XIXe siècle
- Pont-canal sur la Baïse - Vianne - XIXe siècle
- Pont Sur la Baïse (Pont Suspendu). - Vianne - XIXe siècle ; XXe siècle
- Pont sur le Lot dit Pont Neuf ou Pont de la Libération - Villeneuve-sur-Lot - XXe siècle
- Pont des Cieutats - Villeneuve-sur-Lot - XIIIe siècle ; XVIIe siècle ; XIXe siècle

## Sources
Base de données Mérimée du Ministère de la Culture et de la Communication.